# Caudeval
Caudeval község Franciaországban, Aude megyében. Lakosainak száma 163 fő (2013). Caudeval Cazals-des-Baylès, Moulin-Neuf, Corbières, Gueytes-et-Labastide, Lignairolles, Seignalens és Tréziers községekkel határos.
2016. január 1-jén Gueytes-et-Labastide korábbi községgel egyesült és az így létrejött Val de Lambronne új község része lett.

## Népesség
A település népessége az elmúlt években az alábbi módon változott:
| Lakosok száma | 146  | 136  | 141  | 132  | 144  | 153  | 168  | 172  | 174  | 163  |
|               | 1962 | 1968 | 1975 | 1982 | 1990 | 1999 | 2006 | 2008 | 2011 | 2013 |